# Österreichisches Archäologisches Institut Athen

Gebäude des Österreichischen Archäologischen Instituts in Athen

Das Österreichische Archäologische Institut, Zweigstelle Athen (griechisch Αυστριακό Αρχαιολογικό Ινστιτούτο Αθηνών) ist eines von 17 ausländischen archäologischen Instituten in Griechenland, die alle ihren Hauptsitz in Athen haben.

## Geschichte und Aufgaben
Die Zweigstelle Athen des Österreichischen Archäologischen Instituts wurde 1898 als fünftes ausländisches archäologisches Institut in Athen gegründet. Das 1908 fertiggestellte Gebäude, in dem die Zweigstelle Athen untergebracht ist, wurde nach Plänen Ernst Zillers errichtet und befindet sich auf einem vom griechischen Staat geschenkten Grundstück in der Leoforos Alexandras. Von 1947 bis 2003 beherbergte das Gebäude auch die Österreichische Botschaft. Die Zweigstelle Athen wurde infolge des Zweiten Weltkriegs 1944 geschlossen und erst 1964 wieder neu eröffnet.
Die Aufgabe der Zweigstelle Athen ist die Durchführung von Forschungen zur Klassischen Altertumswissenschaft und Unterstützung von archäologischen Forschungen österreichischer Wissenschaftler und Studierender. Darüber hinaus werden wissenschaftliche Veranstaltungen zu archäologischen Themen durchgeführt.

## Einrichtungen und Forschungen
Die Bibliothek umfasst etwa 18.000 Bände, wobei der Sammelschwerpunkt Publikationen zur Klassischen Archäologie in Griechenland und zur ägäischen Bronzezeit, aber auch archäologische Publikationen aus Österreich umfasst.
Aktuelle Forschungsvorhaben widmen sich Aigeira, Lousoi und Aigina-Kolona, dort in Kooperation mit dem Fachbereich Altertumswissenschaften, Klassische und Frühägäische Archäologie der Universität Salzburg. Des Weiteren werden zusammen mit der Ephorie von Patras Ausgrabungen in Gremoulias bei Kalavrita durchgeführt. Von der Zweigstelle Athen administrativ unterstützt wird derzeit eine Kooperation der Universität Graz mit der Ephorie von Korinth in Pheneos.
Die Zweigstelle Athen hat eine lange Forschungstradition in Elis, wo Grabungen in Zusammenarbeit mit der Archäologischen Gesellschaft zu Athen stattfanden. Frühere kleinere Ausgrabungen und Surveys wurden in Elateia, in Ostkreta, in Pleuron, in der Peloponnes und in Plataiai unternommen.

## Liste der Sekretäre und Zweigstellenleiter (Direktoren)
- Adolf Wilhelm (1898–1905)
- Wolfgang Reichel (1898–1900)
- Josef Zingerle (1901–1902)
- Rudolf Heberdey (1904–1909)
- Anton von Premerstein (1906–1912)
- Wilhelm Wilberg (1912–1921)
- Otto Walter (1910–1945)
- Veronika Mitsopoulos-Leon (1964–2001)
- Georg Ladstätter (2002–2019)
- Birgitta Eder (seit 09/2019)